# Ратников Борис Костянтинович
Борис Костянтинович Ра́тников (рос. Борис Константинович Ратников; 11 червня 1944 р., Курово, Московська область — 6 грудня 2020) — генерал-майор запасу Федеральної служби охорони РФ («ФСО» — ФСБ).

## Біографія
У 1969 р. закінчив навчання в Московському авіаційному інституті на факультеті систем управління літальних апаратів.
У 1984 р. закінчив навчання у Вищій «Червоного прапора» школі КДБ СРСР за спеціальністю офіцер з вищою спеціальною освітою та з знанням перської мови. Працював в УКДБ у м. Москві й Московській області.
У 1981—1982 рр. та у 1985—1987 рр. був у відрядженні в Афганістані як радник органів «ХАД» (афганської спецслужби), брав участь у бойових діях, нагороджений орденами й медалями.
У 1991-1994 рр. був першим заступником начальника Головного управління охорони РФ.
З травня 1994 р. працював головним консультантом у Службі безпеки Президента Росії.
У 1996–1997 рр. назначений радником начальника Федеральної служби охорони РФ.
До 2003 р. був радником голови Московської обласної Думи.
Вийшов на пенсію. Став членом комітету Торгово-промислової палати РФ з безпеки підприємницької діяльності, Є керівником енергоінформаційної лабораторії Академії Національної Асоціації тілоохоронців Росії.

## Його публікації
- Б. К. Ратников, Г. Г. Рогозин, Д. Н. Фонарев, «За гранью познанного», изд. «ВеГа» (НАСТ России), 2008 г. ISBN 978-5-903649-02-0 (УДК 004—027.21 ББК 32.81 P25) (рос.)
- Б. К. Ратников, Г. Г. Рогозин, Д. Н. Фонарев, «За гранью познанного», изд. «Академия управления», серия «Хроники реального мира», г. Москва, 2010 г. ISBN 978-5-91047-012-9 (рос.)
- Б. К. Ратников, Г. Г. Рогозин, «Картина мира в представлении спецслужб», ISBN 978-5-91047-019-8 (рос.)
- Ратников Б. К., Рогозин Г. Г., «Риски развития России с позиции пситехнологий». — г. Москва: НОУ «Академия управления». — 2012 г. — 135 с. ISBN 978-5-91047-020-4 (рос.)

## Документальні фільми з його участю
- «Зов бездны» (рос.)
- «Штурм сознания» (рос.)